# Odia il prossimo tuo
Odia il prossimo tuo è un film italiano del 1968 diretto da Ferdinando Baldi.

## Trama
Ken Dakota decide di vendicare la morte del fratello Bill, ucciso da un famigerato criminale di nome Gary Stevens per rubargli la mappa di una miniera d'oro. Stevens è un uomo del noto boss del luogo Malone, tra i tre uomini scatta una caccia al topo che porta a una battaglia all'ultimo sangue.

## Critica
(Leo Pestelli)